# Lucia Guggemos-Finger
Lucia Guggemos-Finger, geborene Finger (* 21. April 1910; † unbekannt), war eine deutsche Juristin. Sie war von 1961 bis 1975 Richterin am Bundespatentgericht in München und damit Gründungsmitglied dieses Gerichts.

## Beruflicher Werdegang
Vor ihrem Wechsel an das Bundespatentgericht war Lucia Guggemos-Finger Landgerichtsdirektorin. Bei der Errichtung des Bundespatentgerichts 1961 wurde sie zusammen mit Emmi Woesler und Victoria Eschke dort zur Senatsrätin (damals üblicher Begriff für Richterin) berufen, sodass sie eines von drei weiblichen Gründungsmitgliedern war. Am 18. Juli 1970 wurde sie zur Vorsitzenden Richterin befördert (HdJ 1974, S. 7).
Sie trat 1975 in den Ruhestand.